# Éva (szőlőfajta)
Az Éva egy magyar nemesítésű csemegeszőlőfajta. Nemesítője Szegedi Sándor, aki a Pannónia kincse és az Erzsébet királyné emléke elnevezésű szőlők keresztezésével állította elő 1961-ben.  A nevét az egyik nemesítő munkatársáról, Ésik Andrásné Éváról kapta.

## Leírása

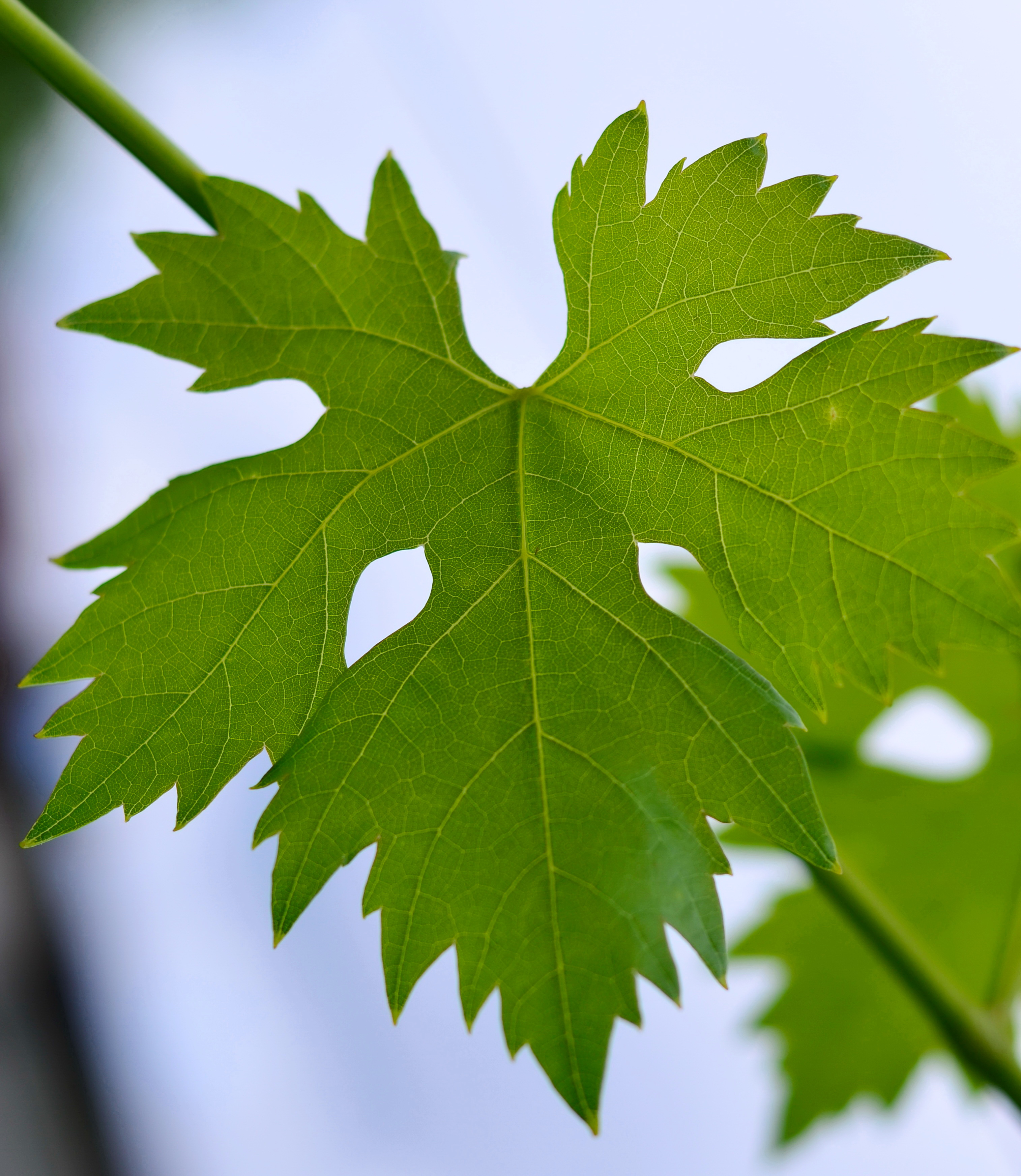
Éva csemegeszőlő levele

Erős növekedésű, vesszőzete hosszú, vastag, sötétbarna. Lombozata szellős, rövid hónaljhajtásokat hoz, amin másodfürtöt nevel. Vitorlája bronzos-zöld, pókhálós. Levele középnagy, mélyen tagolt, vállöble nyitott, oldalöblei keskenyek, zártak. Fürtje kúpos, vagy hengeres, közepesen laza, átlagban 420 g súlyúak.  Bogyói nagyok, oválisak, éretten világossárgák, ropogósak, vékony héjúak, édesek, magjai nagyon kicsik, alig érezhetők. Bőtermő, rövidcsapos metszéssel termeszthető, hosszúcsapos metszés esetén könnyen túlterhelődik. Zöldmunka igénye átlagos. Talaj és fekvés iránt nem igényes, fagytűrő. Betegségekkel szembeni ellenállása átlagos, nem rothadós fajta, a darazsak nem bántják.

## Forrás
Hajdu Edit - Ésik Andrásné: Új magyar szőlőfajták (2001); ISBN 9639358274
Csemegeszőlő fajtagyűjtemény